# L'Archipel d'une autre vie
L'Archipel d'une autre vie est un roman écrit par Andreï Makine, publié le 18 août 2016 aux Éditions du Seuil.

## Résumé
Dans les années 1970, le narrateur, un jeune étudiant géomètre russe, est envoyé en stage à Nikolaïevsk, aux confins de la Sibérie orientale, pour y effectuer des relevés géodésiques. Il embarque en hélicoptère pour la bourgade de Tougour, et de là, il part à pied à travers la taïga, pour y rejoindre un village appelé Mirovia, sa destination.
En cours de route il rencontre dans la forêt un homme solitaire, Pavel Gartsev,. Celui-ci lui raconte le récit de sa vie, notamment quand il a dû participer à des manœuvres visant à anticiper les  attaques chimiques (américaines), à 27 ans, en 1952, délaissant Svéta, avec qui il devait se marier. 
Dans les terribles années 1950, en pleine Guerre de Corée, Pavel Gartsev, jeune militaire re-mobilisé, mal vu par sa hiérarchie, est envoyé (en compagnie de quatre militaires : Mark Vassine (et le chien Almaz), sous-lieutenant Ratinsky, capitaine Louskass, commandant Boutov), à la poursuite d'un évadé de camp de prisonniers, en forêt, le long d'une rivière de la taïga inhabitée jusqu'à l'île de Béltitchy (archipel des Chantars, District Tuguro-Chumikansky, Kraï de Khabarovsk, District fédéral extrême-oriental), presqu'inaccessible en raison du souloï (vague scélérate).

## Analyse
Le roman s'approche de la critique politique, dans un environnement hostile et flou. Il met notamment en valeur le lien à la nature par rapport à une société violente.

## Éditions
Éditions imprimées
- Andreï Makine, L'Archipel d'une autre vie : roman, Paris, Éditions du Seuil, 18 août 2016, 288 p. (ISBN 978-2-02-132917-9)